# Entothyreos synnaustrus
Entothyreos synnaustrus — викопний вид лобопод, що існував у кембрійському періоді (вуліунський вік, 505 млн років тому).

## Скам'янілості
Десятки скам'янілих відбитків тварини виявлені у відкладеннях сланцевої формації Берджес-Шейл у місцевості Тюліп-Бедс (Tulip Beds) на схилах гори Стівен в національному парку Йохо у провінції Британська Колумбія на заході Канади.

## Опис
Entothyreos — це кремезний коллінсовермісоподібний лобопод, завдовжки до 5 см. Спинка була захищена численними парними склеритовими шипами (по дві пари на сегмент тулуба). Колючки найдовші в середині тіла. Ці шипи пов'язані (хоча все ще можуть бути роз'єднані) з субпрямокутними склеротичними листками, які лежать трохи нижче поверхні кутикули. Ці склеритові листи можуть мати підвищену жорсткість тіла, що дозволяє легше зводити тіло, щоб забезпечити подачу суспензії з товщі води. Їх можна порівняти зі склеротичними кільцями, знайденими в інших луолішаніїдів, які, ймовірно, спочатку еволюціонували, щоб м'яке тіло могло нести численні великі шипи. Крім того, сегмент голови містить дві пари невеликих склеритових шипів (без видимого підлеглого склеротичного листа) і пару м'яких чутливих структур у формі антенни.
Entothyreos володів одинадцятьма парами лобоподійних кінцівок, розділених на дві групи. Передній набір із шести пар кінцівок витягнутий і вистелений двома рядами великих склеротизованих щетинок, які дозволяли тварині відсівати частинки їжі з води. Ці кінцівки також були вкриті численними коротшими тонкими щетинками на дорсальній стороні та закінчені парою серпоподібних кігтів. Задні п'ять пар товстих і конічних, на кінчиках кожної з них один великий, високорозвинений кіготь. Кільця цих задніх кінцівок сильно склеротизовані, краї яких вистелені короткими щетинками змінної довжини. Задні кігті мають додаткову гілку біля їх основи, унікальну для Entothyreos, яка допомагала прикріплюватися до субстрату. Остання задня пара кінцівок має кільця, диференційовані на сім склеротизованих листів, які покривали принаймні дорсальну поверхню кінцівки, ймовірно, для захисту. Незважаючи на те, що вони насправді не є членистоногими, присутній ступінь склеротизації демонструє значну конвергенцію з членистоногими.